# Brasserie Huyghe
La Brasserie Huyghe ou Brasserie Familiale Huyghe est une brasserie située à Melle dans la province de Flandre-Orientale en Belgique.

## Histoire
On retrouve au moins depuis 1654  la trace certaine d'une activité brassicole au lieu-dit Appelhoek à Melle.
En 1906, la brasserie locale est reprise par Léon Huyghe qui y est entré quatre ans plus tôt. L'entreprise s'appelle alors la brasserie Den Appel (La Pomme en français) faisant référence au lieu-dit Appelhoek. Son fils et son gendre succèdent à Léon en 1925. La brasserie produit alors essentiellement des pils. En 1936, la brasserie est rebaptisée Brasserie Léon Huyghe.
Jean de Laet, mari d'une petite-fille de Léon Huyghe, arrive dans l'entreprise dans les années 1980 et lance la brasserie dans la production de bière de fermentation haute. Sont alors commercialisée des bières qui s'appellent Artevelde, Minty (bière verte à la menthe), Poiluchette, Guillotine (sortie pour le bicentenaire de la Révolution française). Le 26 décembre 1988, la Delirium Tremens est brassée pour la première fois. Cette bière fit la renommée de la brasserie. De nouveaux produits sont régulièrement créés : Floris, Mongozo, etc.
En 2005, la brasserie a fêté ses 350 ans. La capacité actuelle de la brasserie est de 148 000 hectolitres. Elle est actuellement en phase d’extension et atteindra bientôt les 300 000 hectolitres.
La brasserie fait partie de l'association brassicole Belgian Family Brewers.

## Principales bières
- Artevelde : 2 variétés : Amber et Grand cru
- Averbode : une bière d'abbaye reconnue blonde titrant 7,5 % d'alcool et se référant à l'Abbaye d’Averbode à Montaigu-Zichem
- Blanche des Neiges : une bière blanche titrant 4,8 % d'alcool
- Campus : 3 variétés
- Delirium Tremens : 4 variétés
- Floris : 10 variétés de bières légères
- La Guillotine : une bière blonde titrant 8,5 % d'alcool
- Mongozo : 6 variétés de bières aux saveurs exotiques
- St-Idesbald et Ten Duinen, 4 bières d'abbaye reconnues se référant à l'Abbaye des Dunes à Saint-Idesbald (Coxyde)

La brasserie produit aussi pour le marché belge et étranger de nombreuses bières à façon parmi lesquelles :
- L'Arrageoise, la bière d'Arras : 3 variétés
- Bobeline, la bière de Spa : 4 variétés
- Bolivar pour Oxfam : 2 variétés
- La Poiluchette blonde et brune, la bière des marcheurs de l'Entre-Sambre-et-Meuse